# Astragalus barbatus
Astragalus barbatus är en ärtväxtart som beskrevs av Jean-Baptiste de Lamarck. Astragalus barbatus ingår i släktet vedlar, och familjen ärtväxter. Inga underarter finns listade i Catalogue of Life.